# Pedipalpo

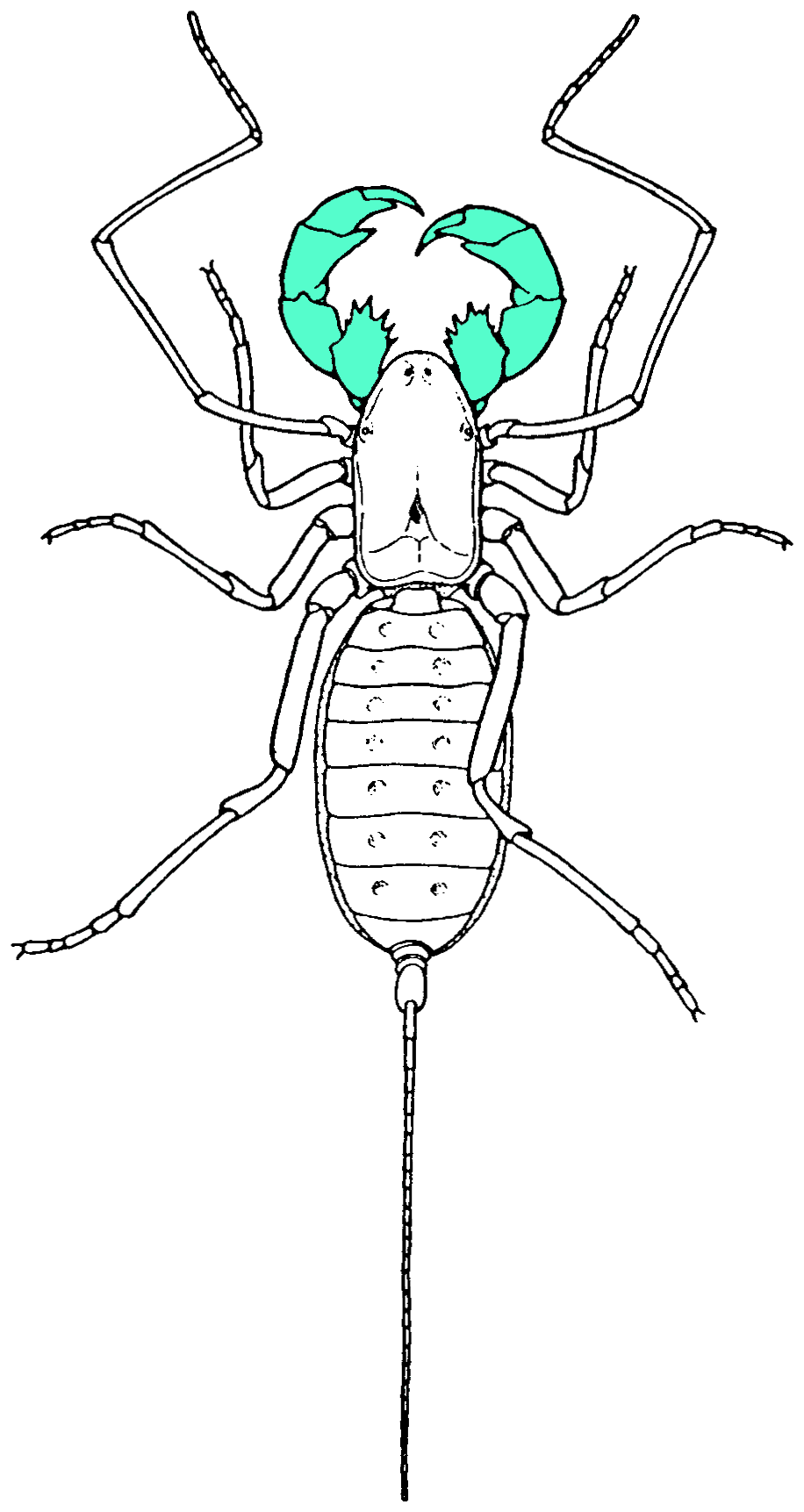
Thelyphonida, en vista dorsal y los pedipalpos de color verde.

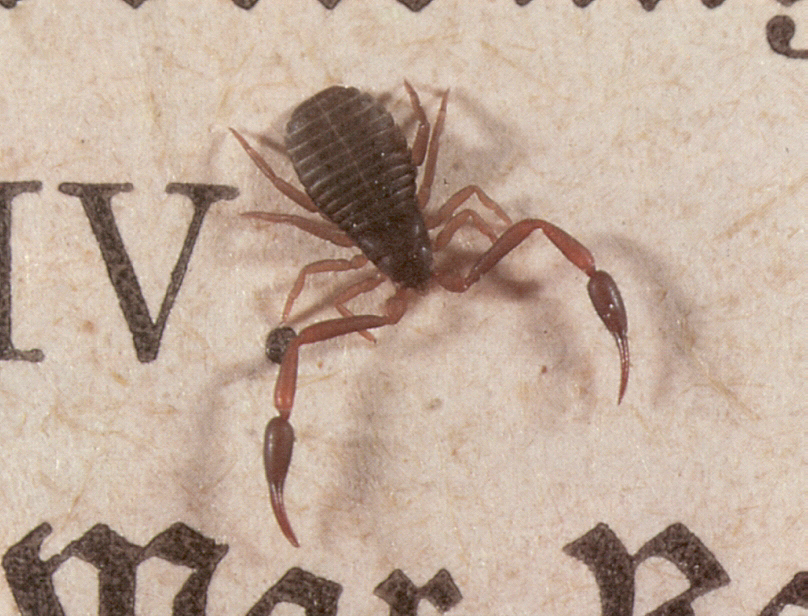
Pseudoescorpión con sus grandes pedipalpos acabados en pinza.

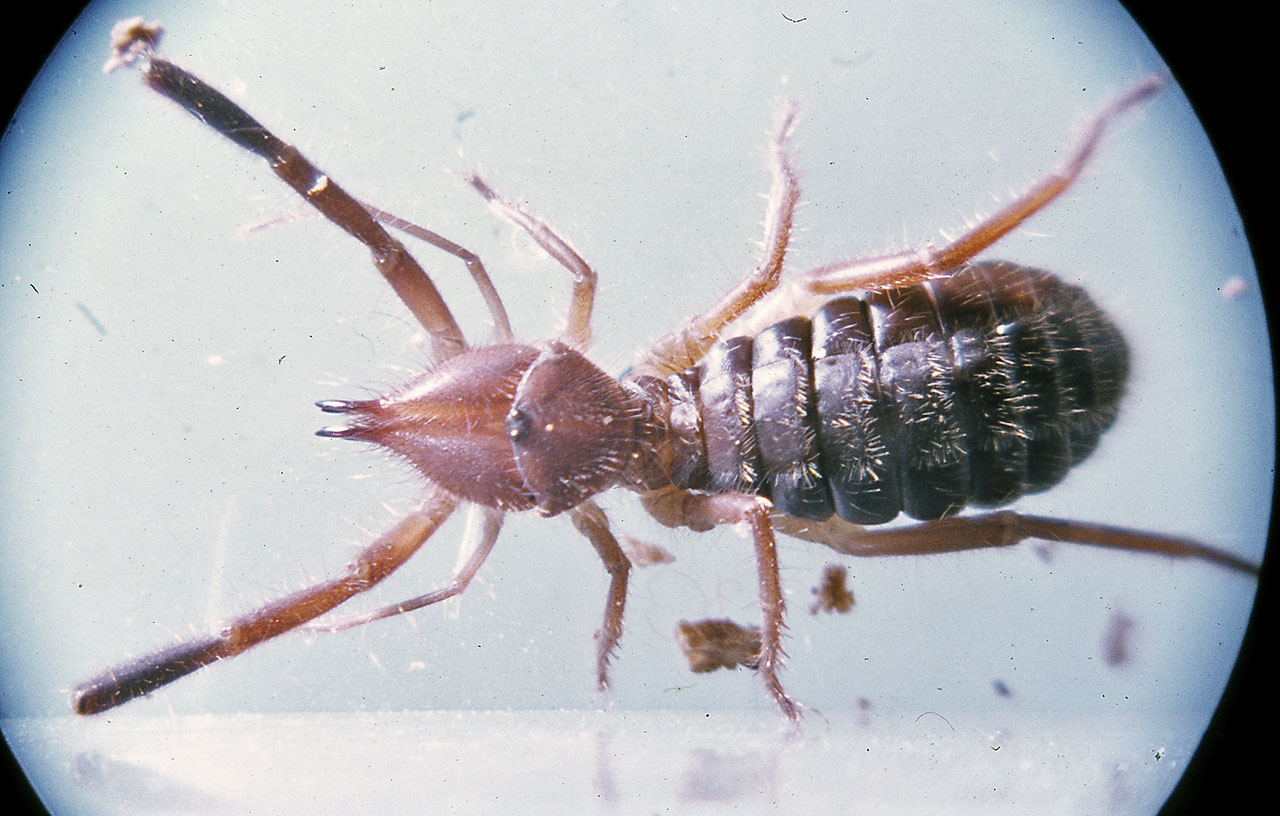
Solífugo con sus largos pedipalpos.

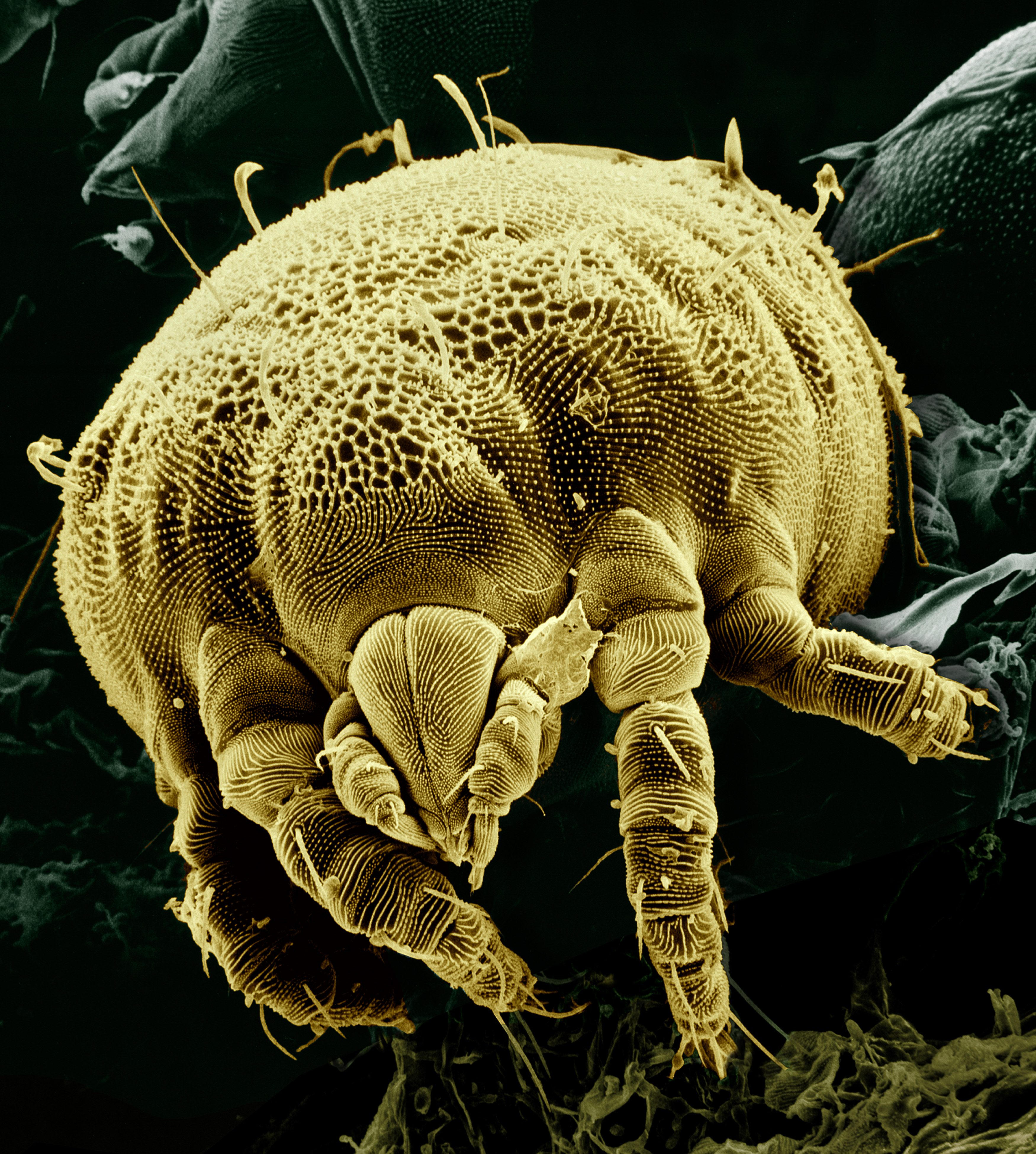
Ácaro, con sus cortos pedipalpos junto a la boca.

Los pedipalpos son el segundo par de apéndices de los arácnidos. Constan de seis artejos; el más basal es la coxa, seguida del trocánter, fémur, patela, tibia y tarso. Las coxas poseen con frecuencia expansiones denominadas gnatobases, que se sitúan junto a la boca y actúan como piezas bucales adicionales, ya que ayudan a procesar el alimento. Los pedipalpos se han mostrado muy plásticos evolutivamente, y han radiado en una gran variedad de formas y funciones.

## Los pedipalpos en los diferentes órdenes de arácnidos
- Acarina. Cortos, a veces modificados como órganos prensores con uñas terminales y espinas.
- Amblypygi. Grandes, muy aparentes, y provistos de numerosas espinas, que dan al animal un aspecto temible; el tarso puede plegarse sobre las espinas de la tibia lo que utiliza para cazar sus presas y como mecanismo de defensa.
- Araneae. Similares a las patas, pero más cortos y no se apoyan en el suelo, sino que los llevan levantados por delante del cuerpo. Los machos de muchas especies emplean los pedipalpos para cortejar a las hembras, en cuyo caso pueden ser grandes o vistosos, y también como aparato copulador, que introduce una bolsa de esperma, el espermatóforo, en el cuerpo de la hembra.
- Opiliones. Semejantes a patas, pero más cortos.
- Palpigradi. Cortos y robustos, acabados en pinza.
- Pseudoscorpionida. Grandes y acabados en una fuerte pinza o quela.
- Ricinulei. Cortos, semejantes a patas y con gran capacidad de rotación (180°).
- Schizomida. Similares a patas robustas y acabados en una fuerte uña.
- Scorpiones. Grandes y acabados en una fuerte pinza o quela.
- Solifugae. Largos, semejantes a patas; con una bolsa exértil con propiedades adhesivas en el último artejo que hace de ventosa.
- Uropygi. Grandes y aparentes con espinas y una fuerte uña terminal.

- Datos: Q932179
- Multimedia: Pedipalps / Q932179